# Dialogus super auctores
Il Dialogus super auctores, o Didascalon, è uno dei pochi manuali di letteratura latina medievali giunti fino a noi e di cui si ha attualmente notizia. Scritto da Corrado di Hirsau nella prima metà del XII, la sua funzione era quella di fornire uno strumento di supporto per le sue lezioni di grammatica. Si inserisce in quel filone di testi che rientrano nella categoria degli accessus ad auctores.

## Contenuti
L’intera opera è costituita da un dialogo ininterrotto tra un maestro e il suo discepolo che permette di entrare all’interno dell’istituzione scolastica medievale e di comprenderne i meccanismi. Il dialogo inoltre è lo strumento attraverso il quale Corrado trasmette le sue idee sull’insegnamento e il curriculum di autori utili all’apprendimento, in particolar modo delle arti del trivio. Il dialogo si può suddividere in tre sezioni: la prima offre una panoramica sui termini tecnici necessari al discorso sulla letteratura, dalla definizione di “liber” ai diversi generi letterari per arrivare infine ai tipi di argomentazione, esposizione e lo schema da seguire nel commentare gli autori. La seconda sezione infatti, che occupa la stragrande maggioranza del testo, è quella che riguarda gli autori: Corrado per bocca del maestro stila un canone di ventuno autori che andrebbero proposti agli studenti, presentati secondo un criterio di utilità, importanza o difficoltà. Secondo alcuni studiosi sarebbero anche distinti in minori e maggiori. Tale distinzione poggia su alcuni passi interni all’opera in cui l’allievo cita tale distinzione, paragonando gli autori minori e più semplici da studiare al latte bevuto dai bambini e gli autori maggiori e più difficili al cibo solido che segue lo svezzamento. Secondo Glauche sarebbero considerati “minori” i primi quattro autori (Donato, Catone, Esopo e Aviano), Marchionni però confuta questa teoria, includendo nei minori anche autori come Sedulio, Giovenco e Prospero.
La seconda sezione sugli autori si conclude improvvisamente con la presentazione di Virgilio, da qui Corrado si apre una breve trattazione sulle arti liberali e la loro suddivisione in trivio e quadrivio, sulla filosofia e sull’importanza dello studio di queste materie anche per i cristiani.
La struttura catechistica dell’opera non è particolarmente originale all’interno dell’orizzonte culturale in cui si muove Corrado, ma il botta e risposta tra allievo e maestro contribuisce a tenere alta l’attenzione del lettore. Si è detto che l’opera può rientrare nel genere delle raccolte di accessus, questo perché il dialogo è infarcito di vere e proprie introduzioni agli autori e alle loro opere, e risulta per questo molto schematico. Ogni accessus era infatti storicamente organizzato secondo schemi ben precisi. Nel Medioevo se n’erano sviluppati tre principali: il tipo A, utilizzato da Remigio di Auxerre, basato sulle cosiddette circostanze (ovvero: chi, cosa, perché, in che modo, quando, dove e con quali mezzi); il tipo B, o “Serviano” dato che si ritrova in alcuni commenti di Servio all’Eneide virgiliana, basato su diverse voci (vita del poeta, titolo dell’opera, natura del verso, intenzione dello scrittore, numero e ordine dei libri ed esposizione del testo); e infine il tipo C, che deve molto al commento di Boezio all’Isagoge di Porfirio e ai commenti tardoantichi di Aristotele, basato sulla distinzione tra: titolo, materia, intenzione, modo, utilità e branca filosofica di appartenenza. Corrado però segue le orme di quella che è la sua fonte principale: il commento all’Ecloga Theoduli di Bernardo di Utrecht, che riprende e rielabora in tantissimi punti dell’opera. Bernardo distingueva gli accessus degli antichi da quelli dei moderni. I primi basavano la loro inchiesta su non meno di sette punti, mentre i moderni si limitavano a quattro voci: materia dell’opera, intenzione di chi scrive, branca della filosofia e utilità. Corrado riprende questa suddivisione e sembra utilizzare la versione a quattro voci dei moderni, sostituendo però quella sull’utilità con la moralità – egli non è però a digiuno degli altri schemi, tant’è che li cita nel corso del Dialogus attraverso la voce del discepolo.

### Il canone
Il canone di autori e opere stabilito rispecchia sicuramente i libri presenti nella biblioteca dell’abbazia di Hirsau, anche se probabilmente è applicabile alla maggior parte delle biblioteche dei più grandi complessi monasteriali dell’epoca. Dietro la quantità di opere citate potrebbero esserci però florilegi e volumi miscellanei al posto di singoli manoscritti di interi lavori.
Il canone è il seguente:
1. Elio Donato (IV sec.) autore della famosa Ars Grammatica utilizzata in tutte le scuole e divisa in Ars Minor e Ars Maior, rispettivamente per principianti e studenti più esperti.
2. Catone (III sec.) retore autore dei Disticha Moralia.
3. Le Fabulae, versione latina in prosa dell’opera di Esopo (V sec. a.C.) che mescola le storie originali a quelle di successivi imitatori.
4. Una lista di 42 fabulae scritte in distici elegiaci nel IV sec. da Flavio Aviano e le parafrasi in prosa delle stesse (circolanti dal V sec.).
5. Il Carmen Paschales di Sedulio, scritto nel 450 ca.
6. Il Liber evangeliorum di Giovenco, scritto intorno al 330.
7. Gli epigrammi e il Liber sententiarum ex Augustino delibatarum di Prospero d’Aquitania (V sec.)
8. L’Ecloga sulla cristianità e il paganesimo di un autore anonimo, conosciuto con lo pseudonimo di Theodulus e attribuita al IX/X sec.
9. Gli Acta apostolorum di Aratore (VI sec.).
10. La Psychomachia di Prudenzio (IV sec.), del quale sono citate anche altre opere quali il Peristephanon, l’Hamartigenia, l’Apotheosis, il Contra Symmachum, il Cathemerinon, il    Dittocheon e il perduto Exameron.
11. Cicerone, limitatamente al Laelius de amicitia e al Cato Maior de senectute (I sec. a.C.), con brevi cenni al De inventione per quanto riguarda la trattazione sulla retorica.
12. Sallustio, limitatamente al Bellum Catilinae e al Bellum Jugurthinum (I sec. a.C.).
13. Il De consolatione philosophiae di Boezio (IV sec.).
14. La Farsalia di Lucano (I sec. a.C.).
15. I componimenti poetici di Orazio, con alcune citazioni alla sua Ars poetica e alle Epistulae (I sec. a.C.).
16. L’Ovidio dei Fasti e delle Epistulae ex ponto (I sec. a.C.), che però è trattato diversamente dagli altri autori.
17. Le Satire di Giovenale (I/II sec.).
18. L’Ilias Latina, ovvero la traduzione latina in esametri dell’Iliade omerica, attribuita al I sec. a Silio Italico o a Bebio Italico.
19. Le Satire di Persio (I sec.).
20. La Tebaide e l’incompleta Achilleide di Stazio (I sec.).
21. Virgilio (I sec. a.C.) con le Bucoliche, le Georgiche e l’Eneide, con qualche accenno ai commenti di Servio (IV sec.).

Corrado cita poi altri autori sui quali però non si sofferma come ad esempio Ennio, Plauto, Livio, Terenzio, Lucilio, Quintiliano, Prisciano, le lettere e i commenti di Girolamo, Eusebio, l’Agostino del De Civitate Dei e del De trinitate, il De nuptiis di Marziano Capella, i Dialogi di Gregorio Magno, Cassiodoro… Allude poi senza nominarli ad Orosio e Isidoro di Siviglia.
Notiamo come gli autori siano presentati secondo i punti riferiti in precedenza di difficoltà e moralità: dai più semplici in uso nelle scuole elementari, passando dal gruppo compatto di autori cristiani al gruppo di quelli che lo stesso Corrado definisce “i romani” (e non pagani in quanto le loro opere possono essere lette secondo una logica cristiana attraverso l’esegesi) fino a Virgilio, maestro dei tre stili.
Ci sono però due grandi stranezze in questo canone: la prima è come viene trattato Ovidio, la seconda è l’esclusione di Terenzio. Ovidio non viene presentato come gli altri autori, la pagina che lo riguarda sembra più un excursus, se non un’invettiva provocata da una domanda del discepolo durante la trattazione di Orazio. Di Ovidio infatti non vengono date notizie biografiche e le opere non vengono esaminate, ne vengono piuttosto respinte le opere erotiche e amorose, Corrado rifiuta la lettura in classe dell’autore – la presenza nel canone di Ovidio si è poi consolidata, ma probabilmente l’intento di Corrado non era quello di suggerirlo per gli studi grammaticali, quanto quello di respingerlo per la sua licenziosità. Per quanto riguarda l’esclusione dal canone di Terenzio invece, numerosi indizi portano a credere che sia dovuta ad una mancata revisione dell’opera. Il commediografo romano infatti era molto diffuso nel medioevo ed è citato in diversi passi dell’opera.
Questo è solo uno dei punti che hanno fatto pensare che il Dialogus super auctores, almeno quello che è giunto fino a noi attraverso tre manoscritti, sia soltanto un primo abbozzo o che comunque manchi di una revisione finale. Si rilevano anche grandi quantità di errori e inesattezze, bruschi cambi di argomento, domande lasciate senza risposta e autori introdotti senza la specifica richiesta dell’allievo (contrario all’usus del Dialogo). L’incompiutezza ha fatto pensare a studiosi come Huygens che l’opera possa collocarsi a metà del XII secolo, sul finire della vita dell’autore.

### Tradizione manoscritta
Il Dialogus ci è stato tramandato da tre manoscritti, tutti di area tedesca: due miscellanee e uno frammentario.

## Edizioni critiche
- Conradi Hirsaugiensis, «Dialogus super auctores» sive «Didascalon». Eine Literaturgeschichte aus dem XII. Jahrhundert, ed. G. Schepps, Würzburg 1889;
- Conrad de Hirsau, Dialogus super auctores, ed. R. B. C. Huygens, Bruxelles 1955;
- Accessus ad auctores. Bernard d’Utrecht. Conrad d’Hirsau, Dialogus super auctores, ed. R. B. C. Huygens, Leiden 1970, pp. 71-131;
- Corrado di Hirsau, Dialogo sugli autori, R. Marchionni (cur.), Pisa-Roma 2008 [testo latino tratto dall’ed. Huygens 1970]